# Славия (Ново село)
Вижте пояснителната страница за други значения на Славия.
Славия е български футболен отбор от с. Ново село, Видинско. Основан е през 1928 г. Играе мачовете си на стадиона в Ново село. Основния екип е изцяло в бяло, а резервния в черно-бяло.

## История
Отборът е основан през 1928 г. под името „Славия“. След Втората световна война, през 1948 г. се преименува на „Урожай“. През 1954 г. „Урожай“ участва в първенството на Северозападната Б група, където завършва на 10 място. През същата година печели Републиканското селско първенство. През 1965 г. е преименуван на „Славия“. Дълги години участва в Северозападната В група и А ОФГ-Видин. През 1992 г. обаче отпадна от В група и след това игра само два сезона в областната група и прекрати съществуването си. През сезон 1998/99 отново игра в А ОФГ-Видин, но след това се разпадна.

## Успехи
- 10 място в Северозападната Б група през 1954 г.
- Републикански селски първенец през 1954 г.

## Известни футболисти
- Димитър Котърцаров
- Евстати Джотолов
- Шанко Кайцанов
- Лилко Свачицов
- Софрони Пунов
- Евстати Апостолов
- Слави Бузов
- Петър Маринов
- Величко Филев
- Атанас Тошев
- Никола Илиуцов
- Акепсим Ортов
- Кирил Беличев
- Евлоги Беледжиев
- Борис Сурдулов
- Цветан Насъпов – Бакиш